# Salisburry

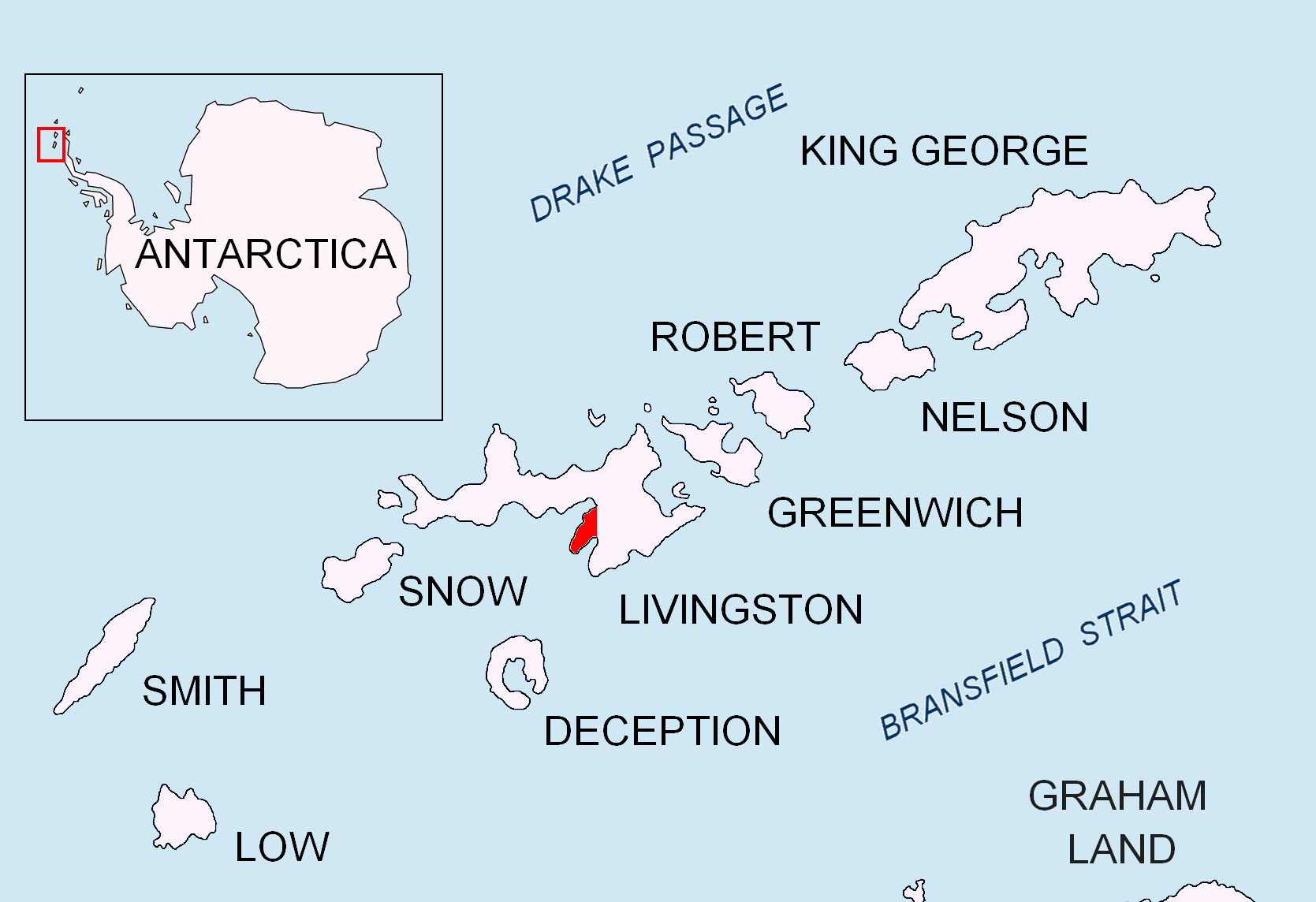
Localização da Península de Hurd nas Ilhas chetland do Sul.

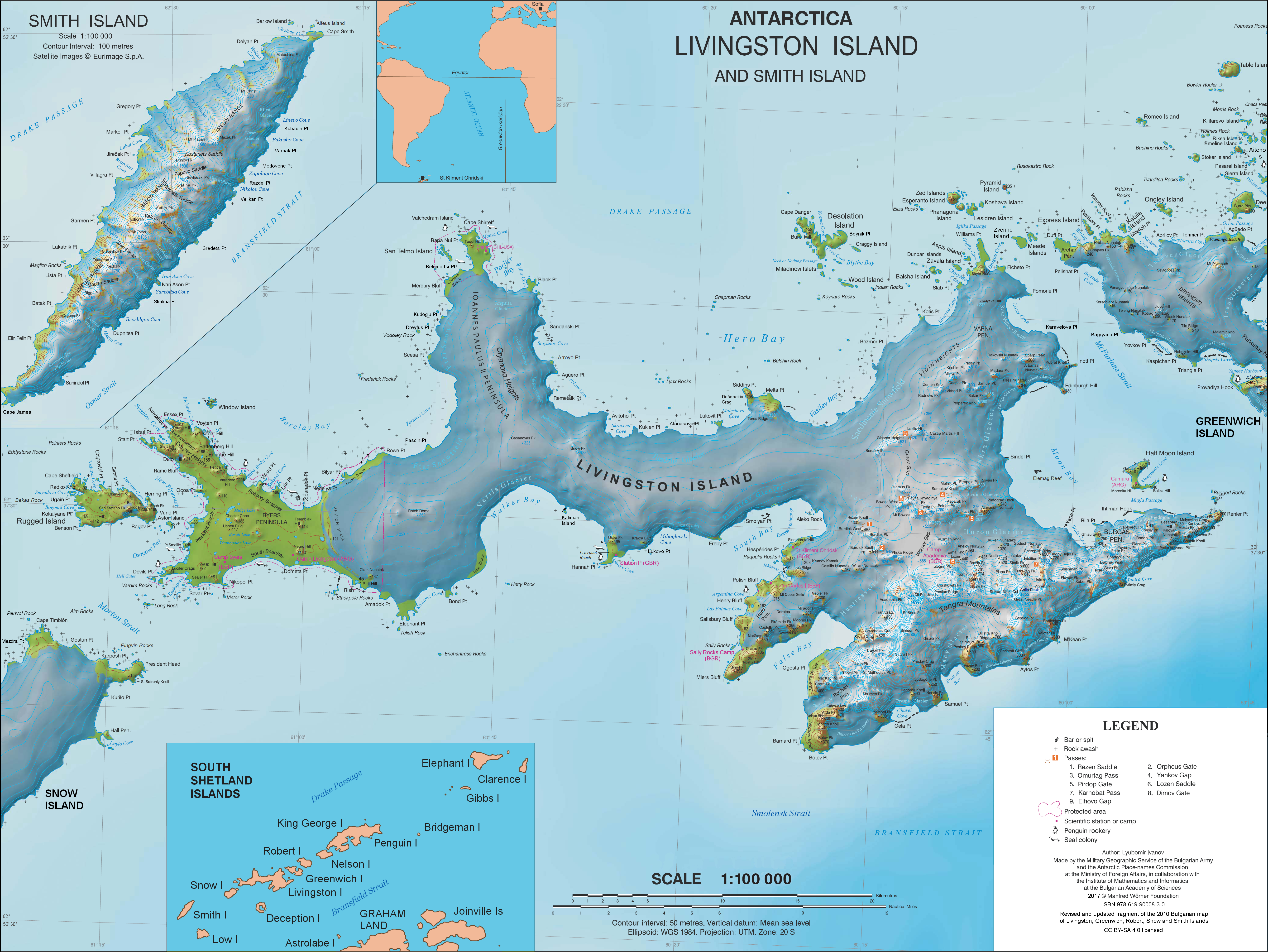
Mapa topográfico da ilha de Linvinston e ilha de Smith.

Salisburry é o ponto que forma o lado sul da entrada de cova de Las Palmas, na Península de Hurd, na ilha Livinston nas ilhas chetland do Sul, na Antártica e por uma altura de 161 m. A área foi visitada por caçadores de focas do início do século 19. 
Recebeu o nome do navio de vedação britânico Salisbury, sob o comando do capitão Thomas Hodges, que visitou o sul de Shetlands entre 1820 e 1821. 

## Localização
O ponto localiza-se a 62° 41′ 10,9″ S, 60° 25′ 35,6″ O,(mapeamento britânico em 1968, mapeamento espanhol detalhado em 1991, mapeamento búlgaro em 2005 e 2009). 

## Mapas
- Ilha Livingston: Península Hurd. Mapa topográfico de escala 1: 25000. Madri: Serviço Geográfico do Exército, 1991. (Mapa reproduzido na p. 16 da obra vinculada)
- LL Ivanov et al., Antártica: Livingston Island e Greenwich Island, Ilhas Shetland do Sul (do Estreito Inglês ao Estreito de Morton, com ilustrações e distribuição de cobertura de gelo), Escala 1: 100000, mapa Antártico de nomes de lugares Comissão da Bulgária, Ministério da Negócios Estrangeiros, Sofia, 2005.
- LL Ivanov. Antártica: Ilhas Livingston e Greenwich, Robert, Snow e Smith . Escala 1: 120000 mapa topográfico. Troyan: Fundação Manfred Wörner, 2009.
- Banco de dados digital antártico (ADD). Escala 1: 250000 mapa topográfico da Antártica. Comitê Científico de Pesquisa Antártica (SCAR). Desde 1993, regularmente atualizado e atualizado.
- LL Ivanov. Antártica: Livingston Island e Smith Island . Escala 1: 100000 mapa topográfico. Fundação Manfred Wörner, 2017.